# Borivoje Kostić
Borivoje „Bora” Kostić (ur. 14 czerwca 1930 w Obrenovacu, zm. 10 stycznia 2011 w Belgradzie) – piłkarz jugosłowiański grający podczas kariery na pozycji napastnika.

## Kariera klubowa
Bora Kostić piłkarską karierę rozpoczął w klubie Crvena zvezda Belgrad w 1951. Z Crveną zvezdą sześciokrotnie zdobył mistrzostwo Jugosławii w 1951, 1953, 1956, 1957, 1959 i 1960 oraz dwukrotnie Puchar Jugosławii w 1958 i 1959. Indywidualnie dwukrotnie był królem strzelców ligi jugosłowiańskiej w 1959 i 1960 oraz Pucharu Miast Targowych w 1960. W 1961 wyjechał do Włoch, gdzie został zawodnikiem Vicenzy. Po roku wrócił do Crvenej zvezdy. Z Crveną zvezdą zdobył kolejne mistrzostwo i puchar w 1964. Karierę zakończył w amerykańskim St. Louis Stars w 1967.
| Sezon   | Klub                     | Kraj              | Rozgrywki | Mecze | Bramki |
| ------- | ------------------------ | ----------------- | --------- | ----- | ------ |
| 1951    | FK Crvena zvezda Belgrad | Jugosławia        | Prva liga | 3     | 1      |
| 1952    | FK Crvena zvezda Belgrad | Jugosławia        | Prva liga | 3     | 0      |
| 1952/53 | FK Crvena zvezda Belgrad | Jugosławia        | Prva liga | 0     | 0      |
| 1953/54 | FK Crvena zvezda Belgrad | Jugosławia        | Prva liga | 12    | 5      |
| 1954/55 | FK Crvena zvezda Belgrad | Jugosławia        | Prva liga | 15    | 6      |
| 1955/56 | FK Crvena zvezda Belgrad | Jugosławia        | Prva liga | 17    | 14     |
| 1956/57 | FK Crvena zvezda Belgrad | Jugosławia        | Prva liga | 24    | 27     |
| 1957/58 | FK Crvena zvezda Belgrad | Jugosławia        | Prva liga | 22    | 11     |
| 1958/59 | FK Crvena zvezda Belgrad | Jugosławia        | Prva liga | 22    | 25     |
| 1959/60 | FK Crvena zvezda Belgrad | Jugosławia        | Prva liga | 21    | 19     |
| 1960/61 | FK Crvena zvezda Belgrad | Jugosławia        | Prva liga | 18    | 9      |
| 1961/62 | Vicenza Calcio           | Włochy            | Serie A   | 7     | 2      |
| 1962/63 | FK Crvena zvezda Belgrad | Jugosławia        | Prva liga | 22    | 3      |
| 1963/64 | FK Crvena zvezda Belgrad | Jugosławia        | Prva liga | 25    | 14     |
| 1964/65 | FK Crvena zvezda Belgrad | Jugosławia        | Prva liga | 26    | 10     |
| 1965/66 | FK Crvena zvezda Belgrad | Jugosławia        | Prva liga | 25    | 14     |
| 1967    | St. Louis Stars          | Stany Zjednoczone | NPSL      | 28    | 12     |

## Kariera reprezentacyjna
W reprezentacji Jugosławii Kostić zadebiutował 11 września 1956 w wygranym 4-2 towarzyskim meczu z Indonezją, w którym zdobył jedną z bramek. W 1960 zdobył wicemistrzostwo Europy. Na turnieju w finałowym we Francji wystąpił w obu meczach: z Francją i finałowym z ZSRR.
W tym samym roku zdobył złoty medal olimpijski na Igrzyskach w Rzymie. Na turnieju we Włoszech wystąpił w pięciu meczach z Egiptem(hat-trick), Turcją(dwie bramki), Bułgarią, Włochami i Danią(bramka). Ostatni raz w reprezentacji wystąpił 23 września 1964 w przegranym 2-7 towarzyskim meczu z drużyną Reszty Europy. Ogółem w barwach plavich wystąpił w 33 meczach, w których zdobył 26 bramek.
| Mecze i gole w reprezentacji | Mecze i gole w reprezentacji | Mecze i gole w reprezentacji | Mecze i gole w reprezentacji | Mecze i gole w reprezentacji | Mecze i gole w reprezentacji | Mecze i gole w reprezentacji |
| #                            | Data                         | Miasto                       | Przeciwnik                   | Gol                          | Wynik                        | Rozgrywki                    |
| ---------------------------- | ---------------------------- | ---------------------------- | ---------------------------- | ---------------------------- | ---------------------------- | ---------------------------- |
| 1.                           | 11.09.1956                   | Belgrad                      | Indonezja                    | Gol                          | 4:2                          | towarzyski                   |
| 2.                           | 30.09.1956                   | Budapeszt                    | Czechosłowacja               |                              | 1:2                          | Puchar Doktora Gerö          |
| 3.                           | 05.05.1957                   | Ateny                        | Grecja                       |                              | 0:0                          | el. MŚ                       |
| 4.                           | 18.05.1957                   | Bratysława                   | Czechosłowacja               |                              | 0:1                          | Puchar Doktora Gerö          |
| 5.                           | 20.04.1958                   | Budapeszt                    | Węgry                        |                              | 0:2                          | towarzyski                   |
| 6.                           | 19.04.1959                   | Budapeszt                    | Węgry                        |                              | 0:4                          | towarzyski                   |
| 7.                           | 26.04.1959                   | Bazylea                      | Szwajcaria                   |                              | 0:4                          | Puchar Doktora Gerö          |
| 8.                           | 11.10.1959                   | Belgrad                      | Węgry                        | Gol                          | 2:4                          | towarzyski                   |
| 9.                           | 21.10.1959                   | Tel Awiw-Jafa                | Izrael                       | Gol · Gol                    | 2:2                          | el. IO                       |
| 10.                          | 25.10.1959                   | Sofia                        | Bułgaria                     |                              | 1:1                          | el. ME                       |
| 11.                          | 15.11.1959                   | Belgrad                      | Grecja                       | Gol                          | 4:0                          | el. IO                       |
| 12.                          | 01.01.1960                   | Casablanca                   | Maroko                       | Gol · Gol                    | 5:0                          | towarzyski                   |
| 13.                          | 03.01.1960                   | Tunis                        | Tunezja                      | Gol                          | 5:1                          | towarzyski                   |
| 14.                          | 08.01.1960                   | Casablanca                   | Egipt                        |                              | 1:0                          | towarzyski                   |
| 15.                          | 10.04.1960                   | Belgrad                      | Izrael                       |                              | 1:2                          | el. IO                       |
| 16.                          | 24.04.1960                   | Ateny                        | Grecja                       | Gol                          | 5:0                          | el. IO                       |
| 17.                          | 08.05.1960                   | Lizbona                      | Portugalia                   | Gol                          | 1:2                          | el. ME                       |
| 18.                          | 11.05.1960                   | Londyn                       | Anglia                       | Gol                          | 3:3                          | towarzyski                   |
| 19.                          | 22.05.1960                   | Belgrad                      | Portugalia                   | Gol · Gol                    | 5:1                          | el. ME                       |
| 20.                          | 06.07.1960                   | Paryż                        | Francja                      |                              | 5:4                          | Euro 60                      |
| 21.                          | 10.07.1960                   | Paryż                        | ZSRR                         |                              | 1:2                          | Euro 60                      |
| 22.                          | 06.08.1960                   | Belgrad                      | Tunezja                      | Gol · Gol                    | 7:0                          | towarzyski                   |
| 23.                          | 26.08.1960                   | Pescara                      | Egipt                        | Gol · Gol · Gol              | 6:1                          | IO 1960                      |
| 24.                          | 29.08.1960                   | Florencja                    | Turcja                       | Gol · Gol                    | 4:0                          | IO 1960                      |
| 25.                          | 01.09.1960                   | Rzym                         | Bułgaria                     |                              | 3:3                          | IO 1960                      |
| 26.                          | 05.09.1960                   | Neapol                       | Włochy                       |                              | 1:1                          | IO 1960                      |
| 27.                          | 10.09.1960                   | Rzym                         | Dania                        | Gol                          | 3:1                          | IO 1960                      |
| 28.                          | 09.10.1960                   | Budapeszt                    | Węgry                        | Gol                          | 3:3                          | towarzyski                   |
| 29.                          | 07.05.1961                   | Belgrad                      | Węgry                        | Gol                          | 3:3                          | towarzyski                   |
| 30.                          | 04.06.1961                   | Belgrad                      | Polska                       | Gol                          | 2:1                          | el. MŚ                       |
| 31.                          | 18.06.1961                   | Belgrad                      | Maroko                       |                              | 3:2                          | towarzyski                   |
| 32.                          | 25.06.1961                   | Chorzów                      | Polska                       |                              | 1:1                          | el. MŚ                       |
| 33.                          | 23.09.1964                   | Belgrad                      | Reszta Europy                | Gol                          | 2:7                          | towarzyski                   |